# Râul Coropceni
Râul Coropceni este un curs de apă, afluent al râului Vasluieț. 